# Kreton

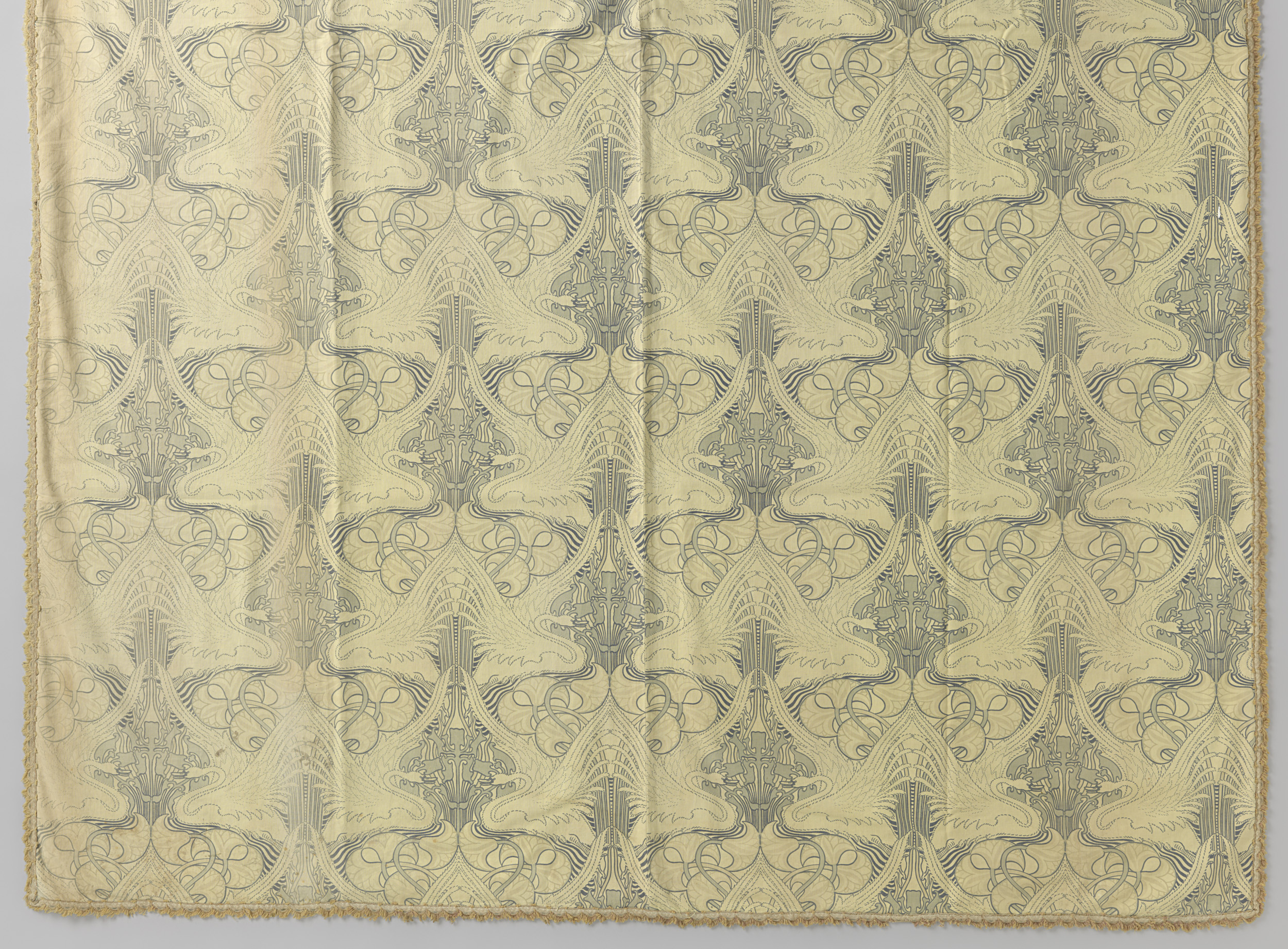
Závěs z potištěného kretonu (cca z roku 1900)

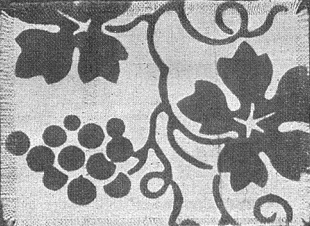
Vzorek kretonu, potištěné tkaniny s použitím na ubrusy (příze 30/30 tex) asi z roku 1925

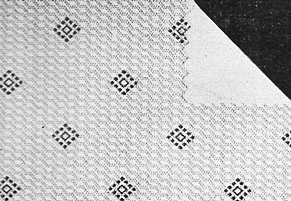
Rukávová podšívkovina potištěná a kalandrovaná (příze 30/30 tex) asi z roku 1925

Kreton (angl.: sheeting, něm.: Kretonne) je tkanina v plátnové vazbě s matným vzhledem a tvrdým omakem. Tvrdý omak je způsobený silně zakroucenou přízí v osnově a zvláštní úpravou na lícní straně.
Kretonu pestře tkanému (z barvené příze) se říkalo také  kanafas. Tká se nejčastěji z jednoduché bavlněné příze 30 tex v osnově i v útku a v dostavě 24 x 24 nití na cm. Použití: prostěradla, zástěry, dekorace.
Jméno pochází asi od tkalce Paula Cretonna z francozouzského mětečka Vimoutiers, který tuto tkaninu v roce 1640 uvedl na trh. Kreton se původně vyráběl z konopné a lněné příze. (V angličtině je označení cretonne známé teprve od roku 1863).